# West Hattiesburg
West Hattiesburg è un centro abitato e un census-designated place (CDP) degli Stati Uniti d'America, situata nella contea di Lamar, nello Stato del Mississippi.